# 黔椴
黔椴（学名：Tilia kueichouensis），为椴树科椴树属下的一个植物种。